# ضفادع المطر
ضفادع المطر أو قصيرة الرأس (الاسم العلمي: Brevicipitidae)، فصيلة صغيرة من الضفادع الموجودة في شرق وجنوب أفريقيا. وحتى نوفمبر 2013 لم يعرف الا على 34 نوعا في 5 أجناس. كانت بالسابق تعتبر فصيلة فرعية من الشقدعيات (الضفادع الضيقة الفم)، لكن علم الوراثة العرقي بين أن تكون فصيلة ضفادع المطر مع ضفدعيات الأنف الجاروفي باعتبارها الأقرب لها.